# Nicolas Farine
Nicolas Farine (* in Montfaucon JU) ist ein Schweizer Pianist, Dirigent und Trompeter. Er war Präsident der Schweizerischen Gesellschaft für Neue Musik.

## Leben
Farine lernte Klavier bei Catherine Courvoisier und Trompete bei Matthias Lehmann am Konservatorium in La Chaux-de-Fonds. Danach studierte er Dirigieren, Musikwissenschaft und Klavier bei Marc Durand an der Universität Montreal. Er erwarb 1997 einen Ph.D. Darüber hinaus besuchte er die Meisterkurse von Otto-Werner Mueller an der Juilliard School, New York, bei Salvador Mas Conde an der Hochschule für Musik und darstellende Kunst Wien und bei Charles Bruck an der Pierre Monteux School, Maine. Er gründete die Jeune Opéra Compagnie, der er bis heute vorsteht. Zudem wirkt er regelmässig als Pianist beim Nouvel Ensemble Contemporain. 
Nicolas Farine trat mit den Musikern Leon Fleisher, André Laplante, Marek Jablonski und Venislav Yankoff auf und spielte in Nord- und Südamerika sowie in ganz Europa. Er dirigierte das Orchestre National de la Radio Roumaine, die Philharmonie Nationale d’Ukraine, das Orchestre de Besançon Franche-Comté, das Ensemble Symphonique de Neuchâtel und das Orchestre international de Genève. Im Opernfach dirigierte Farine Faust von Gounod, La Finta Semplice und Bastien-Bastienne von Mozart, Orfeo ed Euridice von Gluck, die Weisse Rose von Udo Zimmermann, Acis and Galatea von Händel, Dido and Aeneas und King Arthur von Purcell, die Dreigroschenoper von Weill, sowie AMOK, Gulliver und Morceau de Nuit, alle drei Werkaufträge von François Cattin. Seine Produktion Pierrot lunaire cabaret 30 mit Julia Migenes wurde an der Opéra National de Bordeaux und am Théâtre d'Antibes aufgeführt. Die Weisse Rose von Udo Zimmermann wurde nach ihrer Wiederaufnahme an der Opéra de Nantes und Angers sowie an der Opéra National de Lorraine (Nancy) von der Presse und dem Komponisten hoch gelobt und von Arte aufgezeichnet und ausgestrahlt.
Er unterrichtete als Professor für Kammermusik am Konservatorium Neuchâtel und leitete den Chor und das Orchester ebenda. Zusätzlich übernahm er die Chorleitung am Konservatorium Genf. Seit 2018 leitet er den Site de Lausanne der Haute Ecole de Musique (HEMU).
Farine war ausserdem 2010–2014 Präsident der Schweizerischen Gesellschaft für Neue Musik SGNM und der ISCM Switzerland, der Schweizer Sektion der Internationalen Gesellschaft für Neue Musik (ISCM). Er folgte damit auf Max E. Keller.

## Auszeichnungen
- 1997: Preisträger der Fondation Anne et Robert Bloch (FARB)[4]